# Harry Bates
Hiram Gilmore " Harry " Bates III (Pittsburgh, 9 de outubro de 1900 – Nova York, setembro de 1981) foi um editor e escritor norte-americano de ficção científica. Seu conto, "Farewell to the Master" (1940), foi a base para o filme de ficção científica O Dia em que a Terra Parou (1951) e seus remakes.

## The Day the Earth Stood Still
Em 1951, a Twentieth Century Fox lançou o filme The Day the Earth Stood Still, baseado no conto de Bates de 1940, "Farewell to the Master". O filme de ficção científica apresentava Michael Rennie como Klaatu, Patricia Neal, Sam Jaffe, Hugh Marlowe e Lock Martin como o robô alienígena gigante Gort, chamado Gnut no conto de Bates. O filme foi dirigido por Robert Wise e produzido por Julian Blaustein . O roteirista Edmund H. North adaptou o conto de Bates para a tela. O filme é classificado consistentemente pelos críticos como um dos maiores filmes de ficção científica já feitos.
O sucesso comercial e de crítica do filme de 1951 baseou-se nos novos temas que Bates introduziu em seu conto. Desde A Guerra dos Mundos (1898), de HG Wells, os alienígenas eram frequentemente descritos como ameaçadores, agressivos e assassinos, com um senso moral e ético degradado. Na história de Bates, os alienígenas são o oposto, possuindo um bom caráter moral. O rosto do alienígena Klaatu “irradiava bondade, sabedoria, a mais pura nobreza. Em seu manto delicadamente colorido, ele parecia um deus benigno." O robô alienígena gigante, Gnut no conto, Gort no filme, é imensamente poderoso, mas pode exibir tristeza e gentileza. No final surpresa, Gnut diz ao jornalista, que está contando a história: "Você não entendeu,. . . I sou o mestre".
Durante 1983, The Day the Earth Stood Still foi incluído no Hall da Fama do Filme de Ficção Científica como parte do Prêmio Balrog, concedido de 1979 a 1985.